# Route 1 (Paraguay)
Pour les articles homonymes, voir Route 1.
La route 1 (en espagnol : Ruta 1 ou Ruta Nacional N° 1 "Mariscal Francisco Solano López") est une route du Paraguay reliant Asunción à Encarnación. Sa longueur est de 370 km.

## Péages
- km 23 : Péage de Ybyraró
- km 160 : Péage de Villa Florida
- km 320 : Péage de Coronel Bogado

## Localités
| Kilomètre | Localité                        | Département      | Intersection |
| --------- | ------------------------------- | ---------------- | ------------ |
| 0         | Asunción                        | Distrito Capital |              |
| 7         | Fernando de la Mora             | Central          |              |
| 13        | San Lorenzo                     | Central          | Route 2      |
| 20        | Capiatá                         | Central          |              |
| 25        | J. Augusto Saldívar (es)        | Central          |              |
| 37        | Itá                             | Central          |              |
| 48        | Yaguarón                        | Paraguarí        |              |
| 65        | Paraguarí                       | Paraguarí        |              |
| 84        | Carapeguá (en)                  | Paraguarí        |              |
| 96        | San Roque G. de Santa Cruz (en) | Paraguarí        |              |
| 109       | Quiindy (en)                    | Paraguarí        |              |
| 141       | Caapucú (en)                    | Paraguarí        |              |
| 160       | Villa Florida (en)              | Misiones         |              |
| 178       | San Miguel (es)                 | Misiones         |              |
| 196       | San Juan Bautista               | Misiones         |              |
| 226       | San Ignacio Guazú               | Misiones         | Route 4      |
| 243       | Santa Rosa (es)                 | Misiones         |              |
| 252       | San Patricio (es)               | Misiones         |              |
| 288       | General Delgado (en)            | Itapúa           |              |
| 319       | Coronel Bogado (en)             | Itapúa           | Route 8      |
| 330       | Carmen del Paraná               | Itapúa           |              |
| 365       | San Juan del Paraná (en)        | Itapúa           |              |
| 370       | Encarnación                     | Itapúa           | Route 6      |

## Longueur
| Département      | km  |  |  |
|                  |     |  |  |
| Distrito Capital | 6   |  |  |
| Central          | 35  |  |  |
| Paraguarí        | 118 |  |  |
| Misiones         | 115 |  |  |
| Itapúa           | 96  |  |  |
|                  |     |  |  |
| Total            | 370 |  |  |